# Малі (група островів, Київ)
Група островів Малі (раніше Острів Малий) — група з трьох піщаних островів (13 га, 50,423442°, 30,584238°), які знаходяться в межах Печерського району м. Києва.

## Історія формування

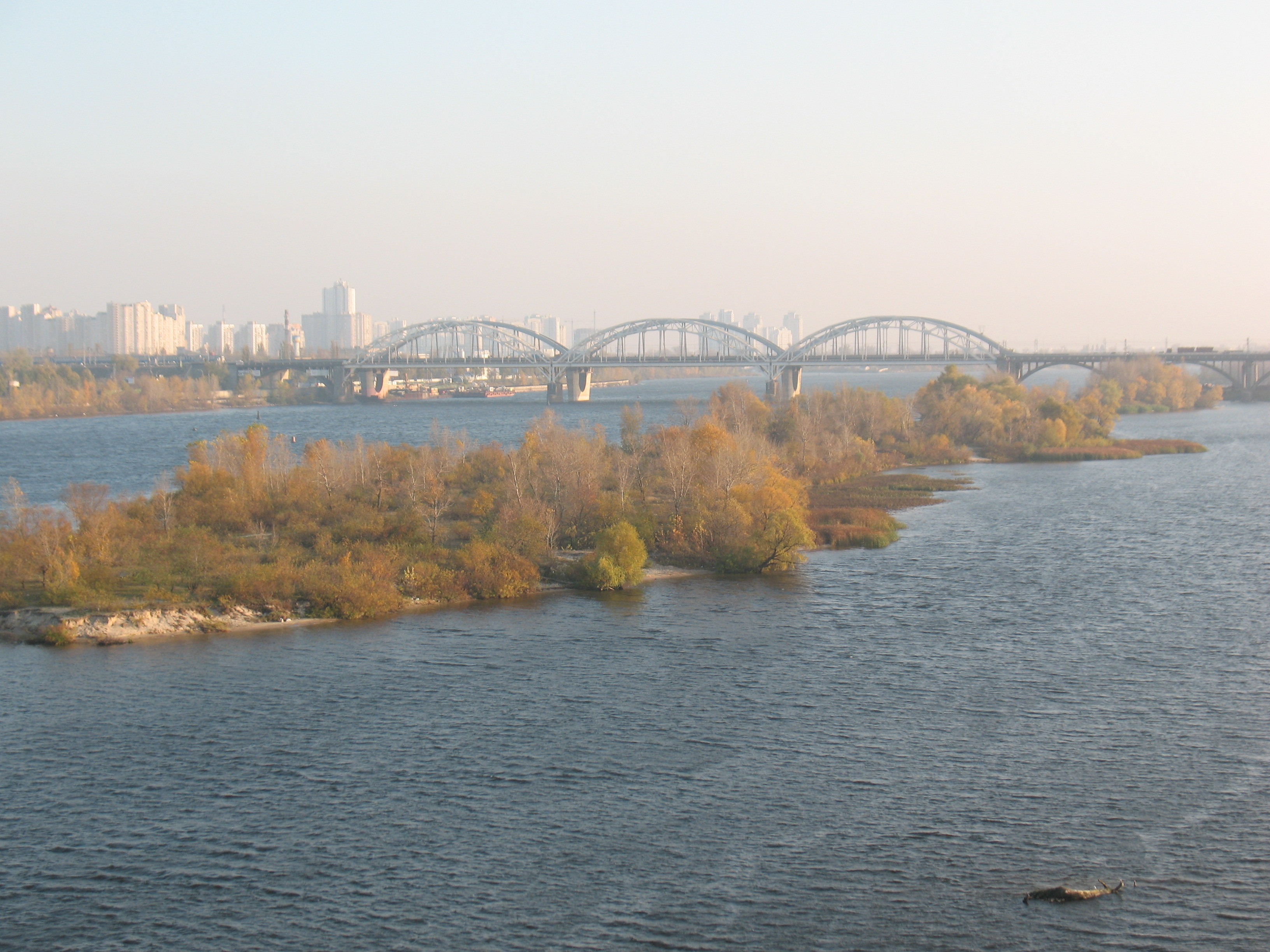
Острів Малий (Верби). Фото 2010 р.

Острів Малий (наразі більш вірно казати острови Малі) разом з островом Великим Південним утворився з мілини, що тягнулася від сучасного острова Венеційський до гирла річки Либідь. Ця мілина утворилися внаслідок відкладання наносів нижче сучасного острова Венеційський в зоні розгалуження правобережного дніпровського річища та заострівного рукава Дніпра. Починаючи з XVIII ст., коли наявні в міру детальні картографічні матеріали можна побачити цю мілину, верхівки якої виринали у високу воду як окремі острови. Як свідчить план 1799 р. найбільш північну частину цього масиву становить мілина — «хвіст», яка тягнулася від західного узбережжя сучасного острова Венеціанського на південь. Подальша частина масиву далі на південь утворювала довгий острів, який тягнувся до гирла Либіді. Частина цього острова позначена на плані 1799 р. Цей острів найімовірніше відповідає знайденому С. І. Климовським при розборі письмових джерел Микільськиму (Осокорянському) острову, одним з пізнішої групи Галерних островів.
На основі мапи, яку датовано 1903 р. берегова лінія Венеційського, на якій показана без «хвоста» можна припустити, що на початку XX ст. він був відмитий від острова Муромець і розташовувався у вигляді мілини-острова посередині русла вище Дарницького залізничного мосту.
На мапі 1914 р. показано значний піщаний масив між Венеційським островом та місцем сучасного острова Великий Південний, який підписаний як острів Верби. Імовірно, це був піщаний масив, який відкривався у низку воду, по гребню порослий білою вербою. Отже острів Верби фактично включав сучасний острів Малий та острів Великий Південний.
На німецькій мапі 1918 р. Венеційський острів не має хвоста. Натомість в цьому місці навпроти верхньої частини сучасного острова Великий Південний, помітна розлога мілина, яка продовжується у довгий острів на місці сучасних островів Малий та Великий Південний. На фрагменті топозйомки Києва 1925 р. нижче тодішнього Наводницького дерев'яного мосту показана мілина-острів попередник сучасних островів Малі.
Як свідчать картографічні матеріали 1931-32, 1935-36, 1943 рр. острів Верби значною мірою затоплювався водами Дніпра. Лишень у південно-західного узбережжя Венеційського острова показаний невеличкий витягнутий з півночі на південь острівець — імовірно верхівка мілини, яка вивищувалася над водою. Його можна відшукати і на аерофотознімках 1936 та 1943 рр. Втім, те що ці мілини існували і навіть враховувались при розробці Генерального плану 1936 р. доводить їх зазначення  на проробках рельєфу та опорних схемах.
На мапі 1945 р. ми не бачимо цілісного острова-мілини — Верби, що фігурував на мапі 1914 р. Натомість, на місці сучасних островів Малих показано два острівці: один більший, другий менший. Вони відділені від розташованого південніше острова Великого Південного. Хоча в меженний період обидва піщаних масиви могли об'єднуватися.

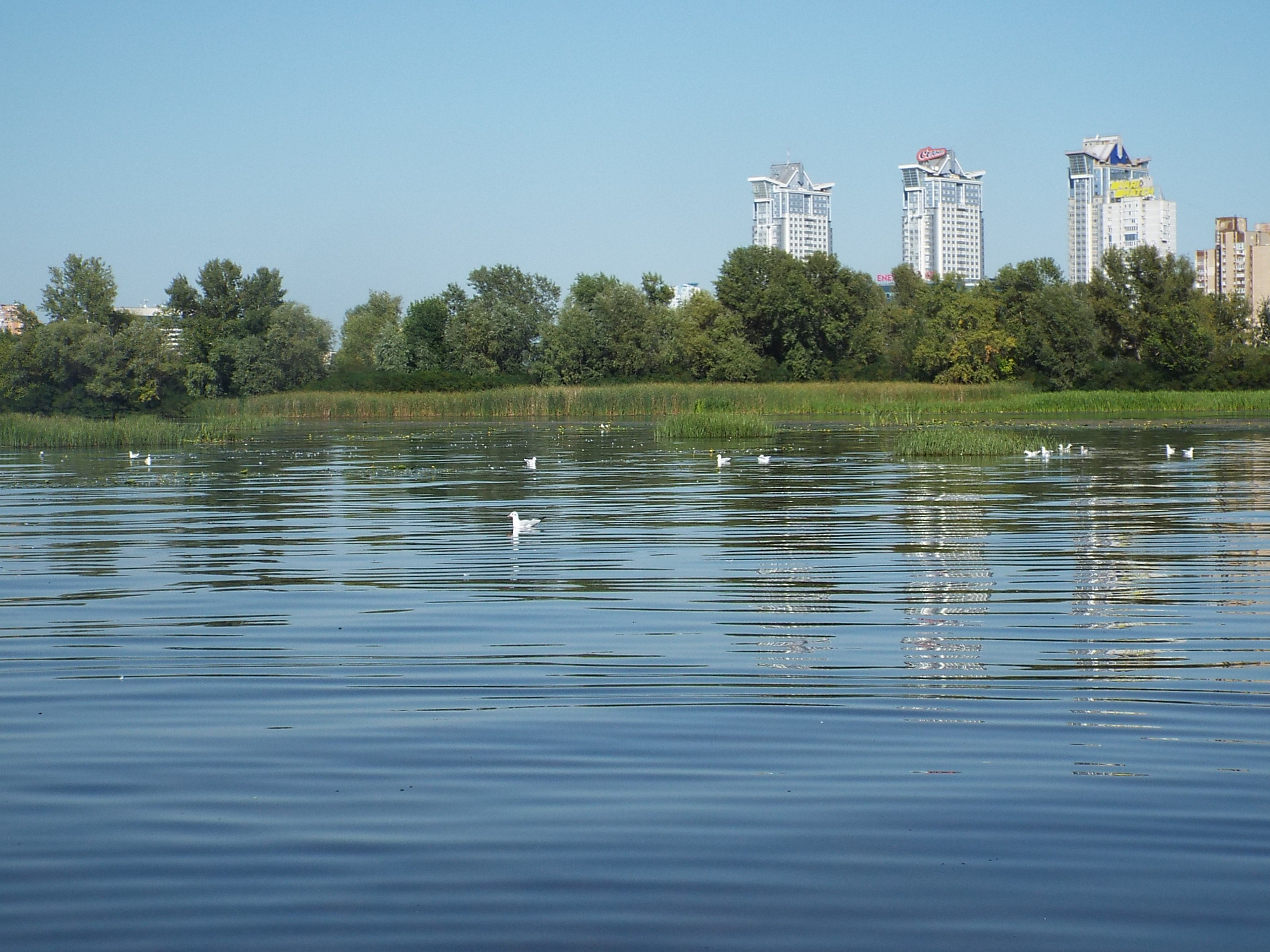
Мілина на захід від острова Малий Північний. Фото 2020 р.

Зазначено лише нижче розташований острів, який відповідає сучасному острову Великому Південному. Проте і слабко-заросла мілина між мостами ім. Є. Патона та Дарницьким залізничним мостом продовжувала існувати. І вона була значно більшою за площею ніж сучасні острови Малі. В цей час вона оформилася в досить значний острів Малий. Це підтверджується фотографіями 1959, 1960 та 1970 рр. В цей час піщаний масив острова Малий через наявність природного повеневого режиму залишався вкритий рослинністю лише в своїй вищій південній, ближчій до Дарницького залізничного мосту частині. На північ та захід тягнулася натомість піщана мілина, яка відкривалася лише у низьку воду.
Окремо розташовані тодішні острови Малий та Великий ми можемо також побачити на мапах 1960 р.
На знімку 1970 р. ми бачимо лінії рослинності на загалом голому піщаному острові Малий.
Після будівництва Канівського водосховища у 1974-76 рр. і більша частина острова Малий зникла під водою. На мапі Києва 2004 р. та подальших мапах усі ці острови підписані як острів Малий. В цей час остаточно оформився і сучасний острів Великий Південний.
Витягнута з півночі на південь інша частина колишнього великого острова розділилася внаслідок розмивання на два окремих острівці. Ще один острівець оформився в районі Дарницького залізничного мосту. Ці три невеликі острівці наразі ми знаємо як острів Малий. Припинення регулярних повеней згодом призвело до заростання піщаних арен цих островів тополево-вербовим лісом. Під час будівництва нового Дарницького залізничного мосту під його опорами намито ще один штучний острів, який фактично з'єднався з островом Малим Західним. Таким чином, сучасні острови Малі є реліктом гідрологічної ситуації в долині Дніпра як мінімум з XVI ст.

## Склад архіпелагу
До складу сучасних островів Малі входить три острова:
- Острів Малий Північний (50.423119, 30.584435), 4,18 га.
- Острів Малий Південний (50.418996, 30.586445), 2,52 га.
- Острів Малий Західний (50.416557, 30.583293) , 6,22 га.

## Природна цінність
Ізольовані з усіх боків широким річищем Дніпра, ці острови надають унікальну можливість прослідкувати розвиток рослинних угруповань в зоні активних руслових процесів, зокрема весь ланцюг сукцесійних змін від первинного заселення піщаних відмілин піонерними фіто-комплексами до розвинених масивів заплавного тополево-вербового лісу як завершальної стадії.
Зокрема, перші стадії сукцесії демонструє піщана мілина у острова Малий Північний.

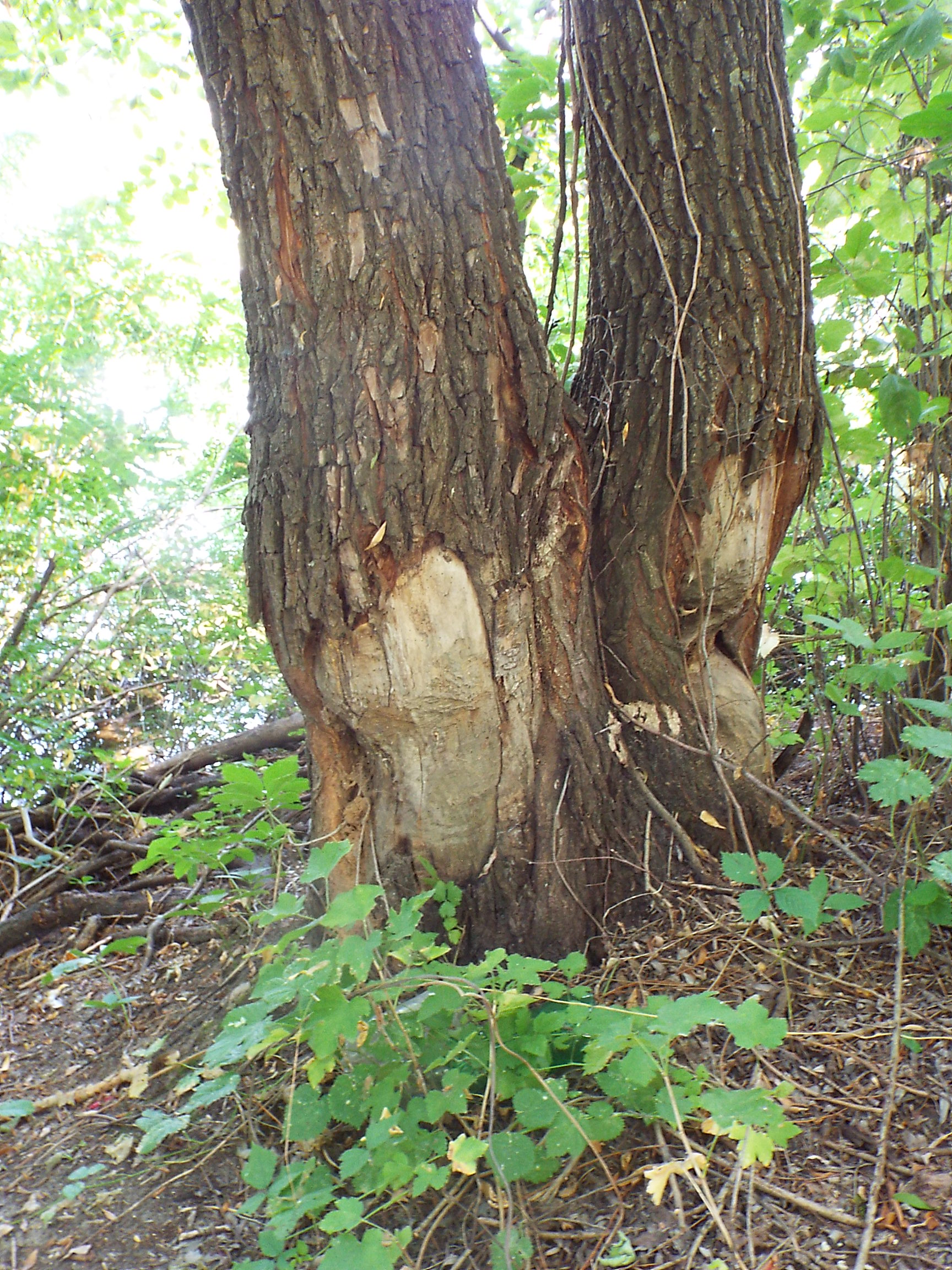
Погризи бобра на острові Малий Західний. Фото 2020 р.

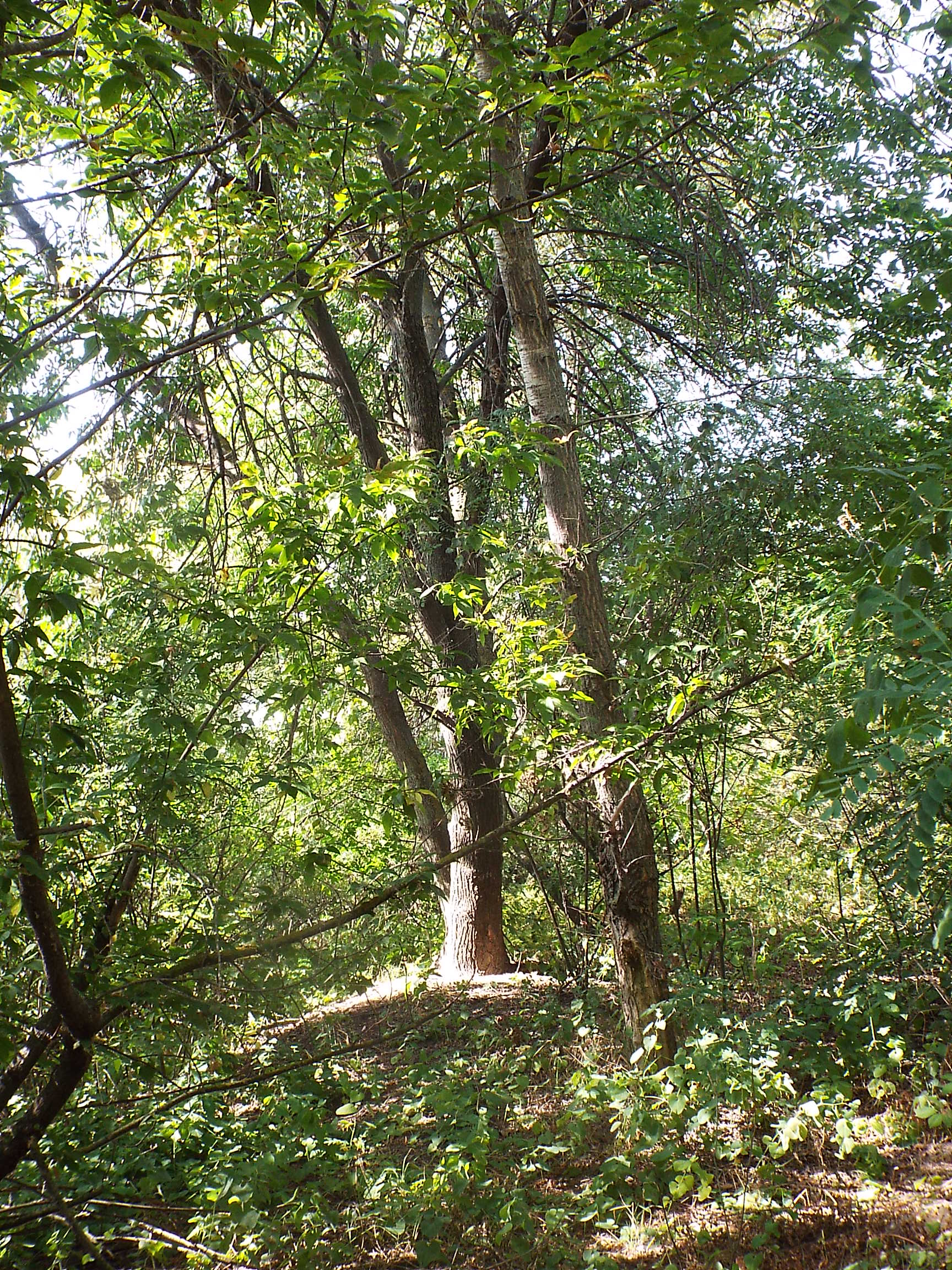
Куточок заплавного лісу на острові Малий Південний. Фото 2020 р.

Найнижчий острів Малий Західний являє собою все ще затоплюваний острів з зімкнутими деревостанами білої верби (Salix alba). Наразі це високі дерева, до яких також домішується в'яз гладенький (Ulmus laevis), клен американський (Acer negundo) та сріблястий (Acer saccharinum), ясен (Fraxinus excelsior), горобина звичайна (Sorbus aucuparia) та шовковиця (Morus sp.). В ярусі чагарників зростають крушина ламка (Frangula alnus), глід кривочашечковий (Crataegus rhipidophylla), бузина чорна (Sambucus nigra), порічки колосисті (Ribes spicatum), ожина сиза (Rubus caesius) та свидина криваво-червона (Swida sanguinea). Ближче до берегів на піщаних схилах зустрічається аморфа кущова (Amorpha fruticosa). Подекуди зустрічається верба гостролиста (Salix acutifolia). В підліску рясно зростає дівочий виноград п'ятилисточковий (Parthenocissus inserta) та здичавілий виноград (Vitis vinifera). У травостої зростають вербозілля лучне (Lysimachia nummularia), вовконіг європейський (Lycopus europaeus), чистотіл великий (Chelidonium majus), м'яточник чорний (Ballota nigra), витка гречка берізкова (Fallopia convolvulus), шоломниця звичайна (Scutellaria galericulata), розхідник плющовидний (Glechoma hederacea), фіалка шорстка (Viola hirta), осока лігерійська (Carex ligerica), герань Роберта (Geranium robertianum), гравілат міський (Geum urbanum), кропива дводомна (Urtica dioica), дивина звичайна (Verbascum phlomoides), амброзія полинолиста (Ambrosia artemisifolia), злинка однорічна (Erigeron annuus), бутень п'янкий (Chaerophyllum temulum), лобода біла (Chenopodium album) та конвалія травнева (Convallaria majalis), яка охороняється на території Києва рішенням Київради № 219/940 від 29.06.2000 р. (Перелік рослин та тварин…).
Острів Малий Південний тягнеться підвищеним піщаним масивом і є значно вищим за попередній. Зважаючи на це, умови на ньому більш сухі і він вкритий листяним лісом з тополі чорної, верби білої, в'язу гладенького, ясену, здичавілої яблуні (Malus domestica), горобини звичайної, клена сріблястого, рідко клена гостролистого (Acer platanoides). В чагарниковому ярусі зростають (Swida sanguinea), аморфа чагарникова, ожина сиза та інтродукований каркас західний (Celtis occidentalis). В ярусі ліан зростають дівочий виноград п'ятилисточковий та хміль (Humulus lupulus). В травостої зростають хвилівник звичайний (Aristolochia clematitis), кремена несправжня (Petasites spurius), енотера (Oenothera sp.), деревій верболистий (Achillea salicifolia), ситники членистий (Juncus atriculatus) та стиснутий (J. compressus), льонок звичайний (Linaria vulgaris), полин лікарський (Artemisia abrotanum), смілка татарська (Silene tatarica), підмаренник північний (Galium boreale), пижмо звичайне (Tanacetum vulgare), хвощ польовий (Equisetum arvense), тонконіг сплюснутий (Poa compressa) та вовконіг європейський (Lycopus europaeus). На вологому піску в прибережній зоні та на затінених ділянках острова поширені мохоподібні.

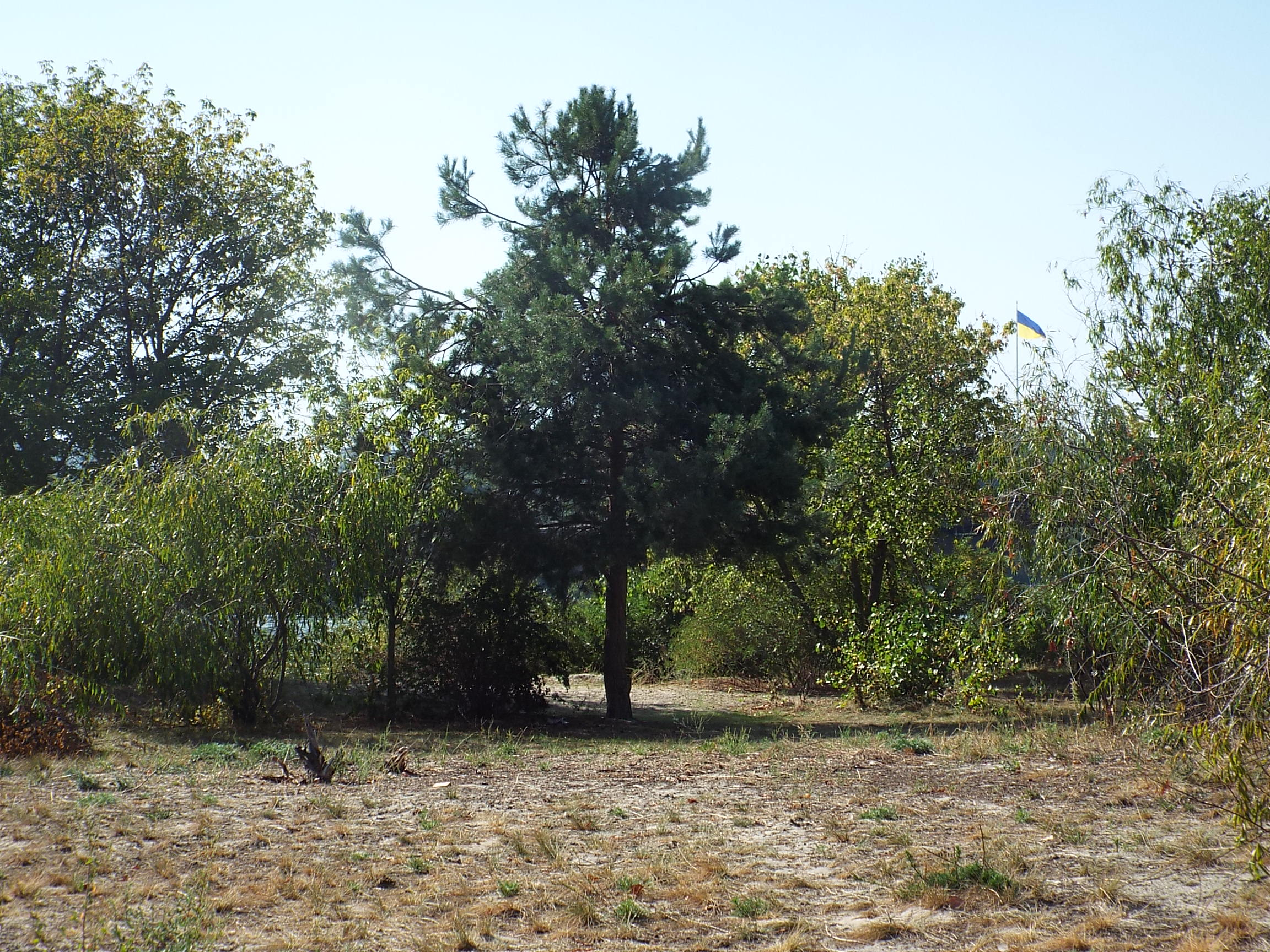
Фрагмент псамофітних угруповань на острові Малий Північний. Фото 2020 р.

Острів Малий Північний — найвищий і надзвичайно мальовничий завдяки високим берегам та розрідженому деревно-чагарниковому покриву. Велика площа зайнята псамофітним угрупованням кипця сизого (Koeleria glauca) — костриці Беккера (Festuca beckeri). Подекуди вони перемежовуються з розрідженими заростями шелюги (Salix acutifolia). В складі цих пісколюбних угруповань зростають волошка дніпровська (Centaurea borysthenica), хвилівник звичайний, полин дніпровський (Artemisia campestris), холодок лікарський (Asparagus officinalis), очиток звичайний (Sedum maximum), вероніка сиза (Veronica incana), жито лісове (Secale sylvestre), мітельник вовнистоцвітий (Kochia laniflora), цмин пісковий (Helichrysum arenarium) та очиток шестирядний (Sedum sexangulare). Тут зростають також козельці українські (Tragopogon ucrainicus), внесені до Європейського Червоного списку 1991 р. (Европейский Красный список, 1992). Значна частина дюн вкрита покривом мохоподібних. На пісках розріджені деревостани та чагарникові зарості створюють також тополя чорна, абрикос та аморфа кущова. Поодиноко зустрічаються клен гостролистий, сосна звичайна (Pinus sylvestris) та горіх волоський (Juglans regia). На затінених ділянках також зростають мох короткокошик (Brachythecium sp.) та гриби порхавки. Північна частина острова розмивається, внаслідок чого тут наявні піщані кліфи. Матеріал перевідкладається нижче по течії.
В прибережній смузі островів архіпелагу Малий поширені рогіз вузьколистий (Typha angustifolia) та широколистий (T. latifolia), очерет (Phragmites australis), стрілолист (Sagittaria sagittifolia) та сусак зонтичний (Butomus umbellatus). Біля узбережжя островів Малий на мілководдях  поширені угруповання куширу зануреного (Ceratophyllum demersum), рдесника пронизанолистого (Potamogeton perfoiliatus), різухи великої (Najas major), водяного горіха плаваючого (Trapa natans), включеного до Червоної книги України (2009а), глечиків жовтих (Nuphar lutea) та їжачої голівки прямої (Sparganium erectum). Останні два види охороняються рішенням Київради № 880/2029 від 23.12.2004 р. (Перелік рослин та тварин…).
На території об'єкту наявні угруповання, які охороняються Додатком 1 до Резолюції № 4 Бернської конвенції та Оселищною Директивою Європейського союзу: вербові та тополеві ліси, псамофітні комплекси, луки, водна та алювіальна рослинність (Siedliska — Przewodnik metodyczny; Тлумачний.., 2017).
На мілинах поблизу островів поширена перлівниця звичайна (Unio pictorum). На острові Малий Західний виявлено популяцію молюска бурштинівки (Succinea sp.).
Острів Малий та розташована поблизу мілина слугує ідеальним місцем перепочинку мігруючих птахів під час їх міграції вздовж Дніпра. Біля зарослих осокорами берегів цих островів відпочивають крячки, кулики, мартини, качки та інші перелітні птахи. На островах Малому Південному та Західному виявлений бобер (Castor fiber), який охороняється Додатком III до Бернської конвенції (Bern Convention 1979).

## Загрози

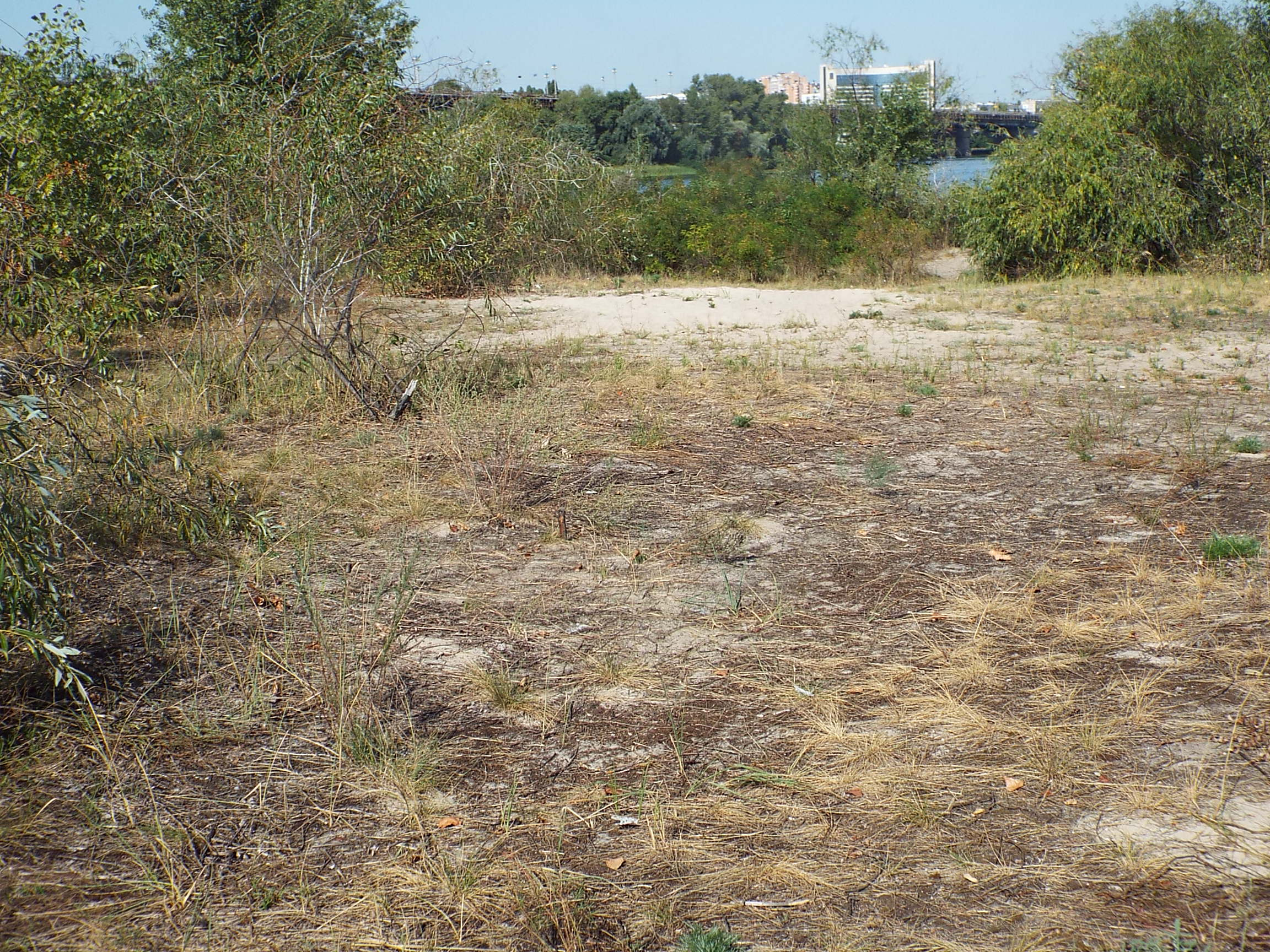
Понищене наметами псамофітне угруповання на о. Малий Північний. Фото 2020 р.

Неконтрольвана рекреація, проведення масових заходів, забор піску для гідронамиву та виробництва цементу. Влітку спостерігається значний рекреаційний прес на острови, зокрема Малий Північний, де вдень може відпочивати до 100 осіб.

## Охорона
Острів Малий (тобто усі три острови Малі) увійшов до заповідної зони регіонального ландшафтного парку «Дніпровські острови». Пропонується також додатково створити ландшафтний заказник місцевого значення «Острів Малий». В перспективі острів Малий має увійти до проектованого Національного природного парку «Дніпровські острови».